# Vệ nữ Dolní Věstonice
Vệ nữ Dolní Věstonice (tiếng Séc:Věstonická Venuše) là một pho tượng nhỏ bằng gốm thể hiện một phụ nữ khỏa thân tạo ra vào khoảng từ 29,000 đến 25,000 trước Công nguyên. Tượng được tìm ra  tại một vùng khảo cổ thời đồ đá tại Moravian basin phía nam Brno, Séc. Pho tượng này và vài pho tượng khác từ những vùng gần đó là những tác phẩm bằng gốm xưa nhất trên thế giới.

## Miêu tả
Tượng  cao khoảng  111 milimét (4,4 in) và có chiều ngang lớn nhất là 43 milimét (1,7 in). Tượng được làm bằng đất sét nung ở nhiệt độ thấp.
Pho tượng tạc theo phong cách những pho tượng Vệ nữ khác: ngực to quá đáng, mông và bụng, có thể là dấu hiệu của sự phì nhiêu, với một chiếc đầu nhỏ và ít chi tiết trên những bộ phận khác của cơ thể. Có suy đoán cho rằng  pho tượng này tượng trưng cho khả năng sinh sản phụ nữ cũng giống như bao nhiêu pho tượng khác trong vài ngàn năm đã phóng đại những đặc tính của người phụ nữ như ngực mông để thể hiện một người mẹ chúa.
Tượng được tìm ra vào ngày  13 tháng 7 năm  1925 dưới một lớp tro tàn, bị gảy làm 2 phần. Lúc trước nó được triển lảm tại Moravian Museum ở Brno, ngày nay  nó được bảo vệ và ít khi trình bày trước công chúng. Nó được chưng bày tại National Museum ở Prague từ  11 tháng 10 năm 2006 đến ngày 2 tháng 9 năm 2007 trong cuộc triển lảm tên Lovci mamutů (The Mammoth Hunters).  Năm 2004 người ta tìm được một dấu tay trẻ em khoảng 7 đến 15 tuổi trên pho tượng, do một đứa bé cầm pho tượng trước khi nó được nung. Králík, Novotný and Oliva (2002) cho rằng đứa bé khó có thể là tác giả của pho tượng.

## Hình ảnh

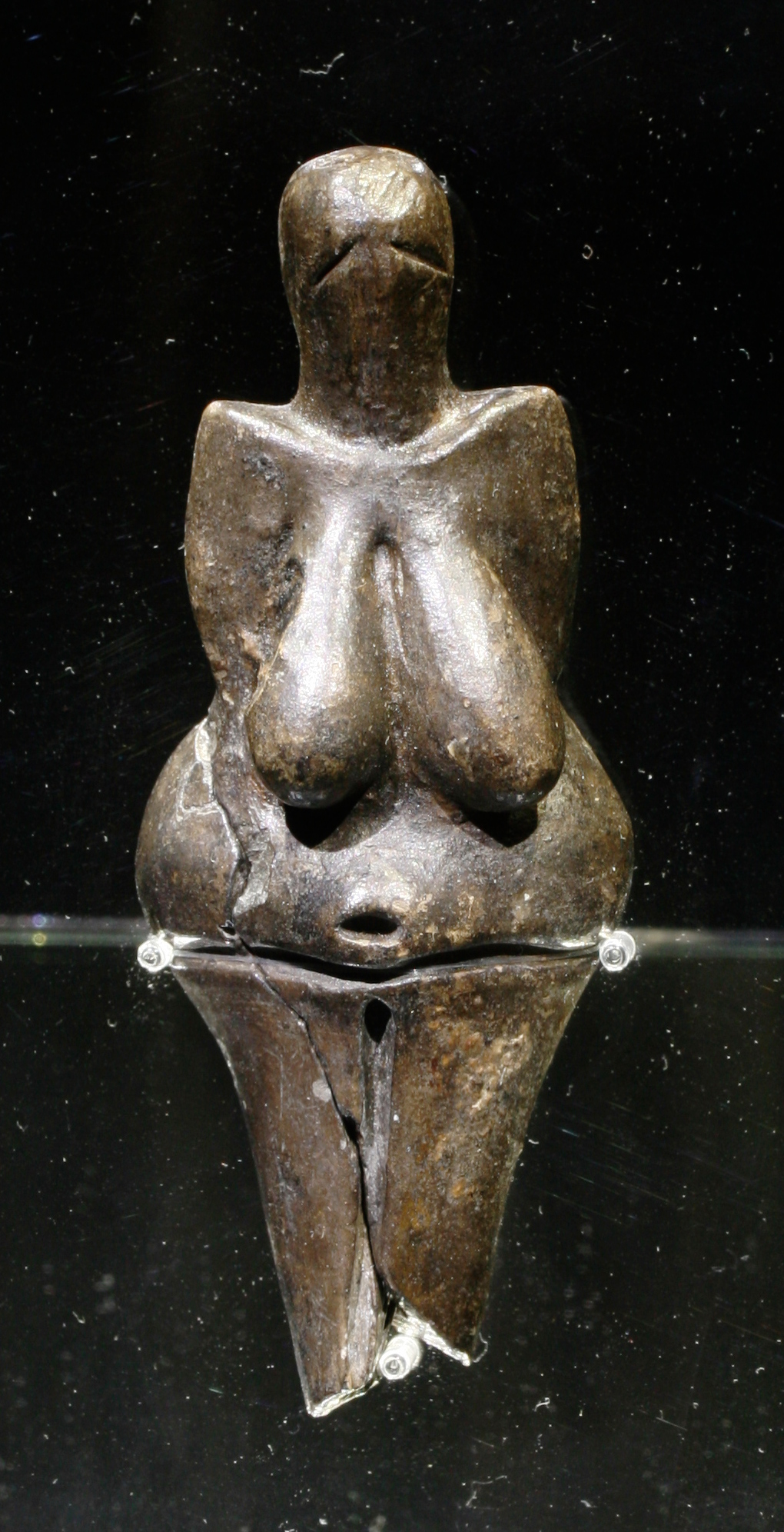
Vệ nữ Dolní Věstonice
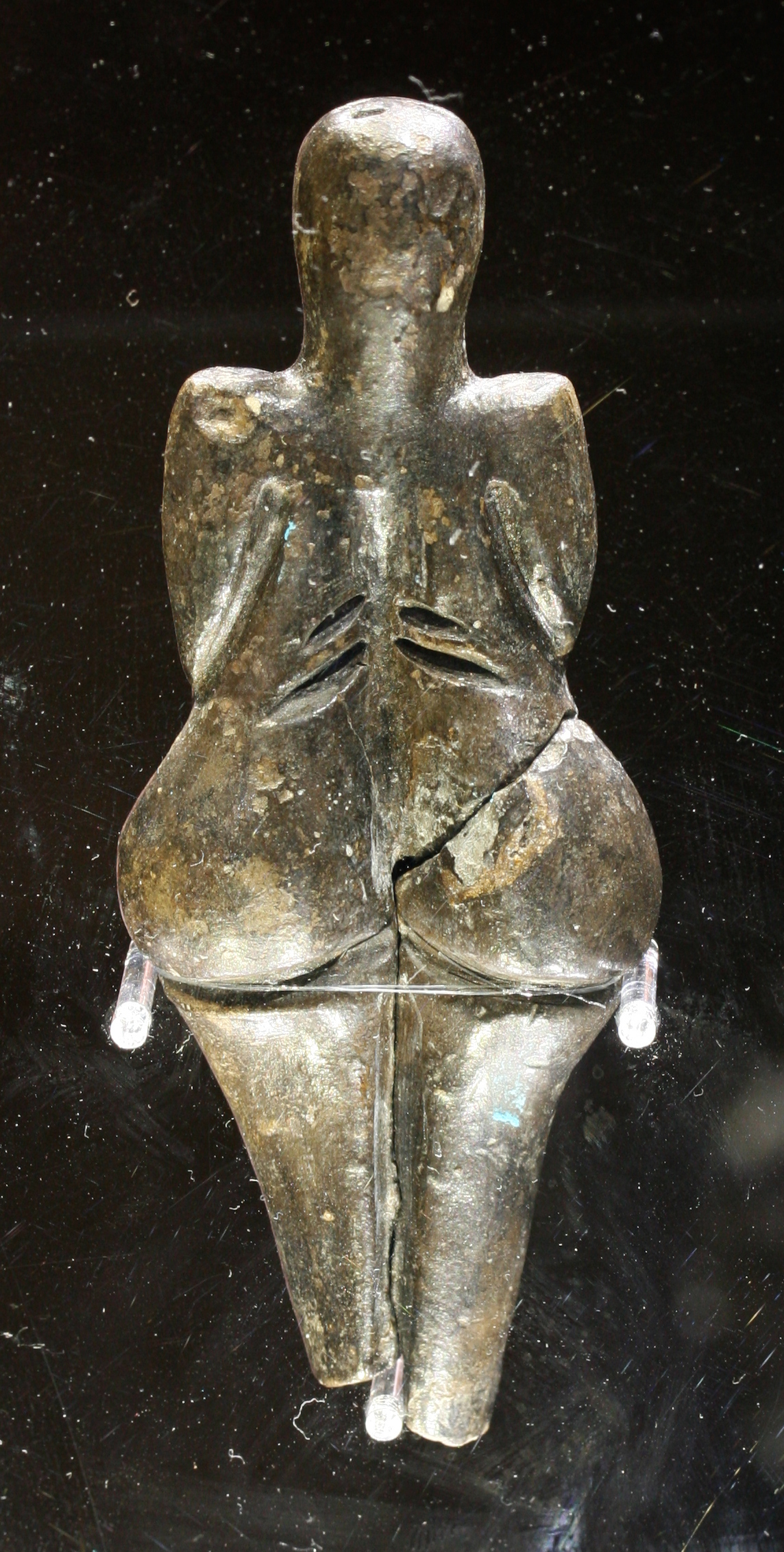
Vệ nữ Dolní Věstonice (phía sau)
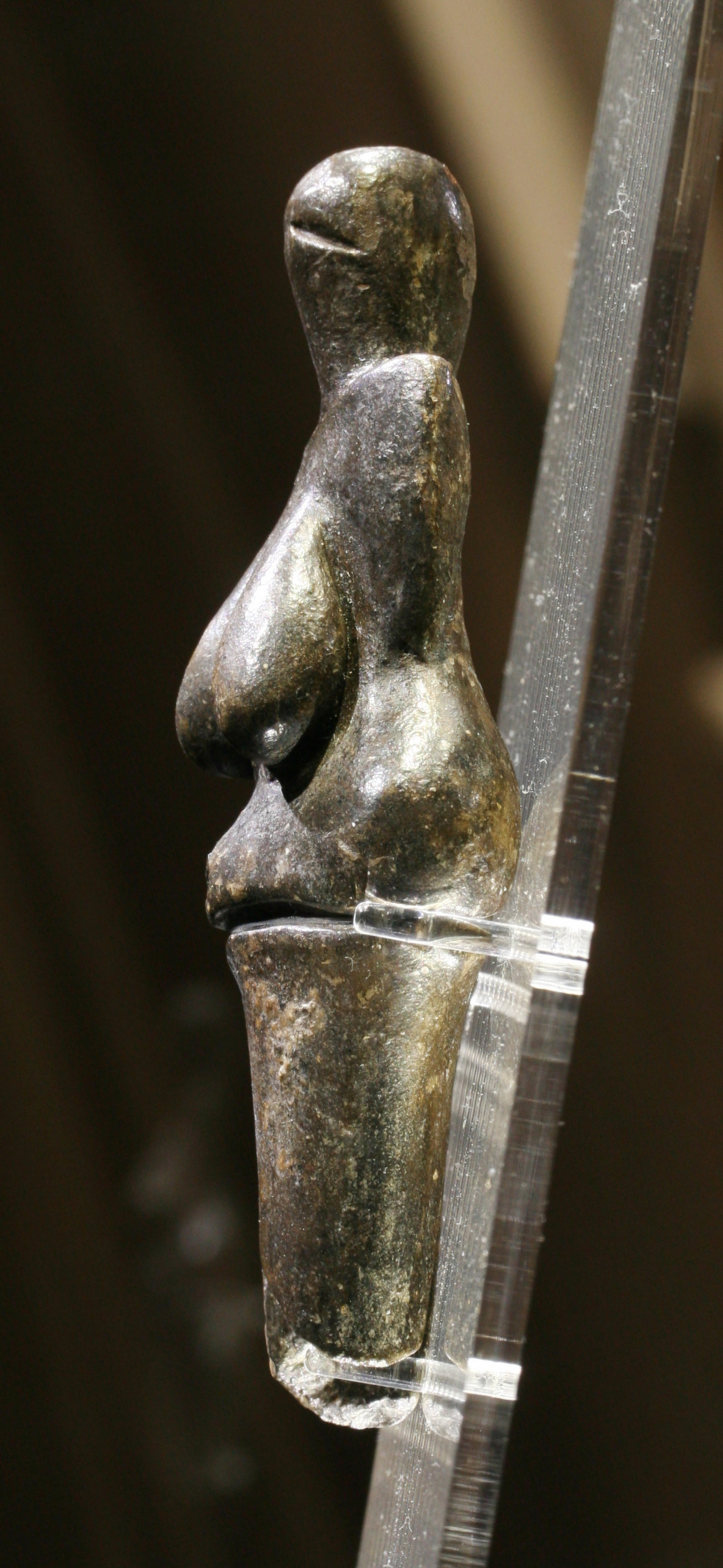
Vệ nữ Dolní Věstonice (nhìn từ trái)
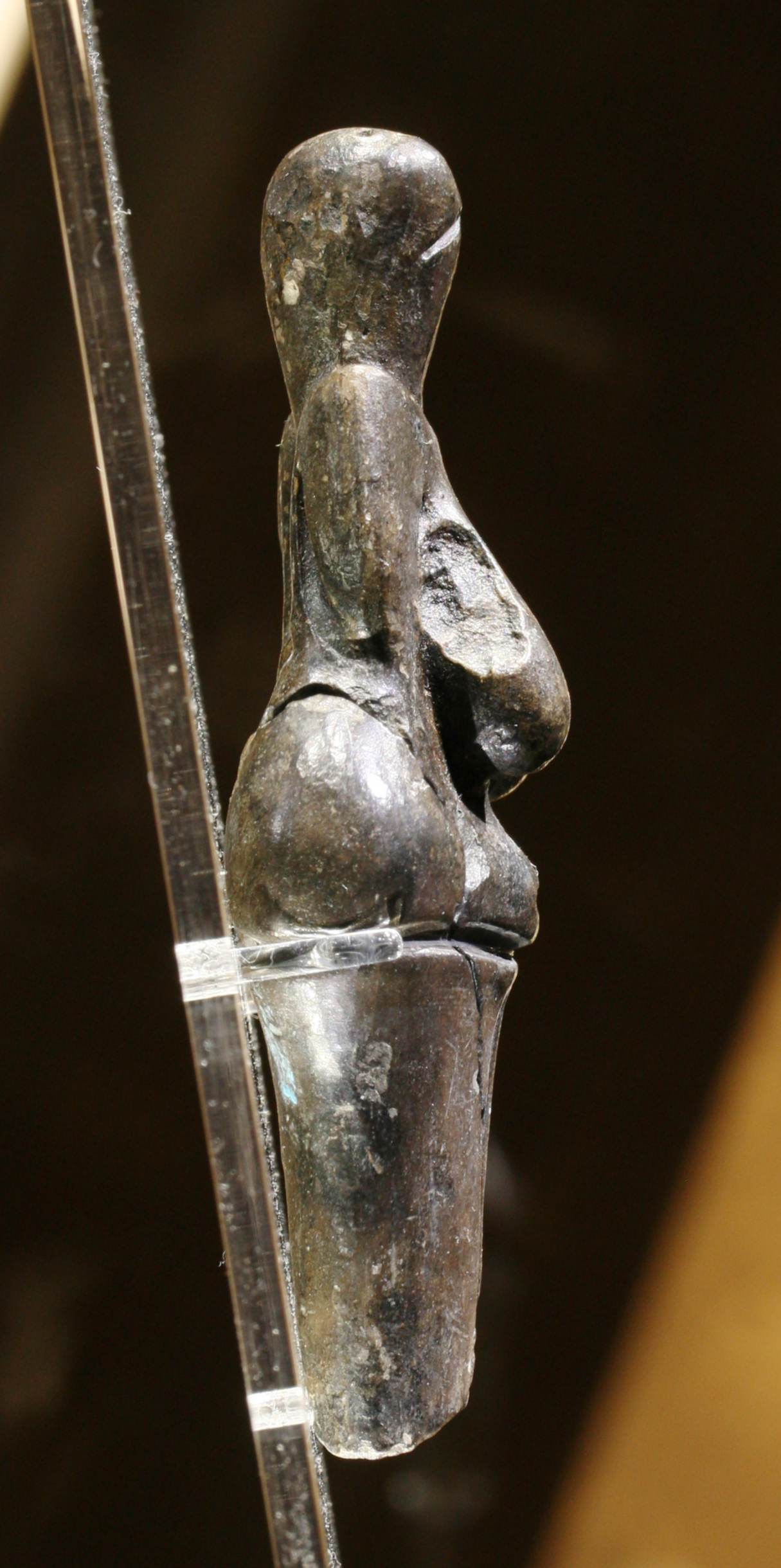
Vệ nữ Dolní Věstonice (nhìn từ phải)

 Tư liệu liên quan tới Věstonická venuše tại Wikimedia Commons